# 南溪鎮南塔
南溪鎮南塔位於四川省宜賓市南溪區，文物遺址年代判定為明。2012年7月16日公佈為第八批四川省文物保護單位。
南溪鎮南塔位於四川省宜賓市南溪區江南鎮紅林村五組螃蟹地，俗稱“老塔”，坐東朝西。塔底素面八邊，基高1.3公尺，邊長4.09公尺，占地78.5平方公尺。塔身通高24公尺，樓閣式七簷八邊攢尖式磚石塔，逐層上收，每層均開門窗；底部兩層空心，頂部浮雕“雙鳳朝陽”、“二龍戲珠”圖案。其余各層為實心柱，柱壁上開鑿佛龕；九十四級塔道繞實心柱盤旋至頂。民國《南溪縣誌》載“相傳建於元、明間”。1988年，南溪鎮南塔被南溪縣人民政府公佈為縣級文物保護單位；2011年，南溪鎮南塔被宜賓市人民政府公佈為市級文物保護單位。